# Mycalesis duguidi
Mycalesis duguidi är en fjärilsart som beskrevs av Robert Christopher Tytler 1926. Mycalesis duguidi ingår i släktet Mycalesis och familjen praktfjärilar. Inga underarter finns listade i Catalogue of Life.